# Chrysometa plana
Chrysometa plana là một loài nhện trong họ Tetragnathidae.
Loài này thuộc chi Chrysometa. Chrysometa plana được Herbert W. Levi miêu tả năm 1986.